# Stensjön (Stjärnorps socken, Östergötland)
Stensjön är en sjö i Finspångs kommun i Östergötland och ingår i Motala ströms huvudavrinningsområde. Sjön har en area på 0,257 kvadratkilometer och ligger 76,8 meter över havet.

## Delavrinningsområde
Stensjön ingår i det delavrinningsområde (650198-148516) som SMHI kallar för Ovan Nygårdsån. Medelhöjden är 82 meter över havet och ytan är 89,93 kvadratkilometer. Det finns inga avrinningsområden uppströms utan avrinningsområdet är högsta punkten. Sätraån (Hammarån) som avvattnar avrinningsområdet har biflödesordning 3, vilket innebär att vattnet flödar genom totalt 3 vattendrag innan det når havet efter 60 kilometer. Avrinningsområdet består mestadels av skog (84 procent). Avrinningsområdet har 4,2 kvadratkilometer vattenytor vilket ger det en sjöprocent på 4,1 procent.